# Anton Ausserdorfer
Anton Ausserdorfer Austin (11 de marzo de 1836, Anras - 16 de septiembre de 1885, Hall, Tirol ) fue un clérigo y colector botánico austriaco.
Sirvió como coadjutor en Windisch-Matrei, y era buen amigo y compañero del clérigo / botánico Rupert Huter (1834-1919). Él recogió principalmente en el Trentino-Alto Adigio.

## Algunas publicaciones
- Katalog zum Herbar des Abiturienten Anton Außerdorfer : Alphabetisch geordnet und mit Einleitung über das Studium der Pflanzenkunde in Tirol bis zum Jahre 1855 versehen; Vinzenz Gasser, in: "Studien und Mitteilungen zur Geschichte des Benediktinerordens und seiner Zweige".[3]

## Honores

### Eponimia
Más de diez especies de plantas con el epíteto ausserdorferi son nombradas en su honor, un ejemplo es la especie de hierbas Avenastrum ausserdorferi.